# Vallès Occidental

Comarca Vallès Occidental

Vallès Occidental este o comarcă, din provincia Tarragona în regiunea Catalonia (Spania).
1. ↑   http://www.ccvoc.cat/la-comarca/ Lipsește sau este vid: |title= (ajutor)
2. ↑   http://www.idescat.cat/pub/?id=aec&n=203 Lipsește sau este vid: |title= (ajutor)